# 391042 Dubietis
391042 Dubietis è un asteroide della fascia principale. Scoperto nel 2005, presenta un'orbita caratterizzata da un semiasse maggiore pari a 3,142840 UA e da un'eccentricità di 0,122124, inclinata di 10,002151° rispetto all'eclittica.